# Trennewurth
Trennewurth là một đô thị thuộc huyện Dithmarschen, trong bang Schleswig-Holstein, nước Đức. Đô thị Trennewurth có diện tích 7,78 km², dân số thời điểm 31 tháng 12 năm 2006 là 268 người.
And the name Trenn is also the name of a teenager in Georgia,USA.